# Fedora Ferluga Petronio
Fedora Ferluga-Petronio, italijanska filologinja, slovenska literarna zgodovinarka, * 16. december 1946, Trst, † 28. marec 2018, Trst.

## Življenje
Leta 1965 je maturirala na slovenskem Klasičnem liceju Franceta Prešerna v Trstu in diplomirala iz klavirja na Državnem konservatoriju Giuseppe Tartini v Trstu. Po krajši koncertni dejavnosti je v dveh obdobjih, od 1965 do 1973 ter od 1985 do 1991, poučevala klavir na Glasbeni matici v Trstu. Leta 1972 je na Filozofski fakulteti Univerze v Trstu diplomirala iz klasične filologije, po specializaciji iz slovanske filologije na univerzah v Ljubljani in Padovi je leta 1982 na Univerzi v Padovi doktorirala iz slovanske in balkanske filologije. Poučevala je latinščino in grščino na Klasičnem liceju Franceta Prešerna do 1987, ko je prestopila na Univerzo v Vidmu kot docentka hrvaške književnosti, od leta 2001 je bila redna profesorica za ta predmet.

## Delo
Iz klasične filologije se je preusmerila v slovansko jezikoslovje in kasneje v slovensko in hrvaško književnost. Njena prva objava je 1979 na podlagi diplomske naloge iz mikenologije I nomi delle armi in miceneo [Imena orožja v mikenščini]. Sledila je knjiga La Chiesa in Slovenia (1984), etimološko-filološka analiza slovenskih imen cerkvene hierarhije v primerjavi z drugimi slovanskimi jeziki. Pisala je o avtorjih iz starejših in novejših obdobij hrvaške književnosti, ki črpajo navdih iz klasičnega sveta, in poudarila izvirnost teh del, ki jih je italijanska literarna veda v preteklosti označevala kot kopije klasične književnosti.
Tako so nastale monografije o baročnem dubrovniškem dramatiku Juniju Palmotiću (1607–1657), predhodniku hrvaške moderne Anteju Tresiću-Pavičiću (1867–1949) in hrvaškemu pesniku filozofu bosanskega rodu Nikoli Šopu (1904–1982).   O Šopu je organizirala mednarodne simpozije v Vidmu, Novem mestu, Zagrebu in Rimu.
Iz slovenske književnosti je objavila knjigo Ivan Trinko, scrittore e poeta della Slavia Veneta (1984), o Beneškem Slovencu, povezovalcu slovenske in italijanske kulture. O pesniku Alojzu Gradniku je leta 2007 organizirala mednarodni simpozij na Univerzi v Vidmu in ob tem objavila dva zbornika, v slovenščini in italijanščini (2008), ter objavila dvojezično slovensko-italijansko antologijo Eros-Thanatos (2013). Organizirala je mednarodne simpozije o plurilingvizmu v slovanskih jezikih in književnostih pri IUC-u (International University Centre) v Dubrovniku (1998, 1999, 2000) in na Univerzi v Vidmu (2006). Njena bibliografija šteje 25 knjig in preko 200 člankov v italijanščini, slovenščini, hrvaščini.